# Limenitis daceleia
Limenitis daceleia är en fjärilsart som beskrevs av Hans Fruhstorfer 1915. Limenitis daceleia ingår i släktet Limenitis och familjen praktfjärilar. Inga underarter finns listade i Catalogue of Life.